# 15262 Abderhalden
Abderhalden (asteróide 15262) é um asteróide do cinturão de asteroides, a 2,7223078 UA. Possui uma excentricidade de 0,1504054 e um período orbital de 2 095 dias (5,74 anos).
Abderhalden tem uma velocidade orbital média de 16,6391066 km/s e uma inclinação de 0,63879º.
Este asteróide foi descoberto em 12 de Outubro de 1990 por Freimut Börngen, Lutz Schmadel.